# 埃維爾·布萊克威爾
埃維爾·布萊克威爾（英語：Ewell Blackwell，1922年10月23日—1996年10月29日），綽號「鞭子」，為美國職棒大聯盟的投手。生涯曾效力過紅人、洋基與運動家等隊。

## 職棒生涯
布萊克威爾身高188公分，體重88公斤。在當時算是聯盟的強投之一，他曾連續6年入選明星賽，並在1950年明星賽拿下勝投。
1947年6月18日，布萊克威爾面對勇士隊投出無安打比賽。6月22日，他在下一場先發投出8局無安打比賽，不過最後在9局破功，無緣成為史上第二位連續2場比賽投出無安打比賽的投手。
1947年是布萊克威爾的生涯年，這年他投出22勝8敗，期間還拿下16連勝。1949年，布萊克威爾因為右腎感染而動手術切除，最後他在1950年9月再進行手術切除闌尾。
1953年，布萊克威爾因為手臂過度操勞決定退休。後來他休息一年，並在1955年重返大聯盟，不過出賽一年後又再次退休。
布萊克威爾在1960年入選紅人隊名人堂，名人堂選手拉爾夫·凱納曾說過布萊克威爾是他遇過最傑出的右投手。甚至連另一名名人堂球星羅伊·坎潘奈拉都說布萊克威爾是他遇過最難對付的投手。道奇隊的傳奇播報員文·史考利在比賽中看到布萊克威爾登板，都說他是會讓打者害怕與他對決的投手。

## 生涯投球成績
| 勝投 | 敗投 | 防禦率 | 出賽場次 | 先發 | 完投 | 完封 | 投球局數 | 安打 | 失分 | 自責分 | 全壘打 | 保送 | 三振 | 暴投 | 觸身球 |
| ---- | ---- | ------ | -------- | ---- | ---- | ---- | -------- | ---- | ---- | ------ | ------ | ---- | ---- | ---- | ------ |
| 82   | 78   | 3.30   | 236      | 169  | 69   | 15   | 1321.0   | 1150 | 562  | 484    | 67     | 562  | 839  | 28   | 44     |

## 軍事服役
1943年至1943年間，因為二戰爆發，布萊克威爾因此加入美軍，最高階級當到中士。他在休息期間仍會持續打棒球鍛鍊自己的體能和技術，好讓他能夠回到大聯盟的舞台。

## 外部連結
- 球員資訊和成績在MLB ，ESPN，Retrosheet ，Baseball Reference ，Baseball Reference (Minors) ，Fangraphs ，The Baseball Cube （英文）

| 前任： 鮑伯·費勒 | 投出無安打比賽的投手 1947年6月18日 | 繼任： Don Black |